# Wasyl Kuczabski
Wasyl Kuczabski (ur. w 1895 w Wolicy k. Pustomytów, zm. 28 czerwca 1971 w Blankenburgu) – historyk, publicysta, polityk ukraiński. Uczestnik I wojny światowej w szeregach Strzelców Siczowych, dyrektor polskich bibliotek podczas niemieckiej okupacji w II WŚ.